# Donte Whitner
Donte Whitner (Cleveland, 24 luglio 1985) è un ex giocatore di football americano statunitense che ha militato nel ruolo di safety nella National Football League (NFL). Fu scelto nel corso del primo giro (8º assoluto) del Draft NFL 2006 dai Buffalo Bills. Al college ha giocato a football all’Università statale dell'Ohio.

## Carriera professionistica

### Buffalo Bills
Whitner fu scelto dai Buffalo Bills come ottavo assoluto nel Draft 2006. Nella sua prima gara in carriera, Whitner mise a segno un intercetto su Tom Brady. Inizialmente gli fu assegnato anche un touchdown ma in seguito gli fu annullato perché Whitner era uscito dalle linee del campo. La sua stagione 2006 terminò con 104 tacklee un intercetto da 10 yard. Nel 2009, Whitner segnò il suo primo touchdown su un ritorno da intercetto da 76 yard sul quarterback dei Tampa Bay Buccaneers Byron Leftwich nella settimana 2. La gara col maggior numero di tackle la disputò nel 2010, quando ne mise a segno 18 contro i Pittsburgh Steelers.

### San Francisco 49ers

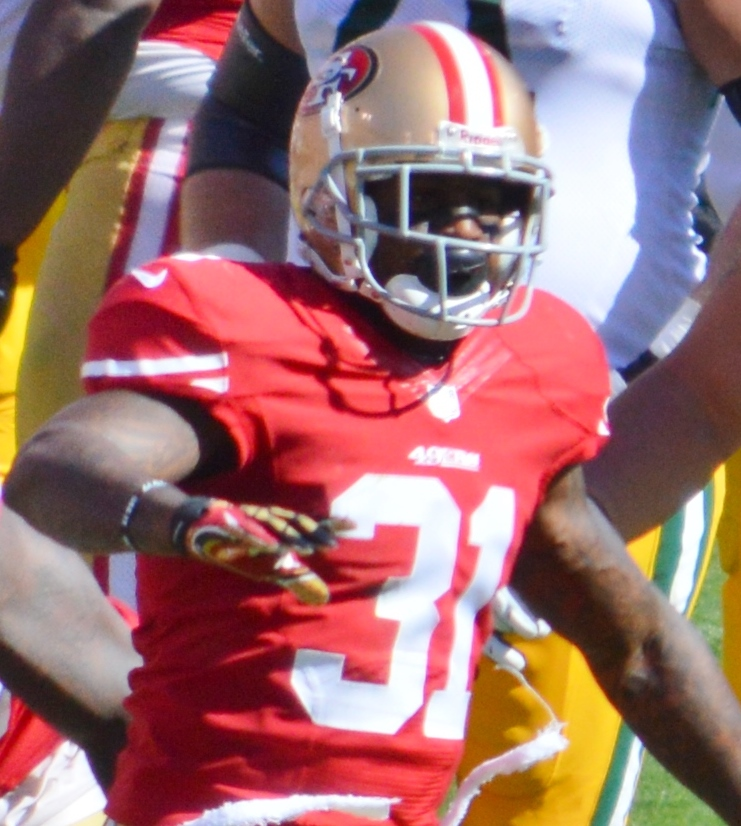
Whitner coi 49ers nel 2013.

Il 4 agosto 2011, Whitner firmò un contratto coi San Francisco 49ers, malgrado precedentemente avesse annunciato su Twitter di aver scelto i Cincinnati Bengals. Il suo contratto fu un triennale da 11,75 milioni di dollari. Durante i playoff 2011, Whitner si fece notare per aver messo a segno un violento colpo sul running back dei New Orleans Saints Pierre Thomas mentre questi si stava apprestando a segnare un touchdown. Tale colpo forzò un fumble che fu recuperato dai 49ers e tolse Thomas dal resto della partita. Il 26 dicembre 2012 fu convocato per il primo Pro Bowl in carriera come titolare della NFC.
Nel Super Bowl XLVII Whitner mise a segno 8 tackle ma i 49ers furono sconfitti 34-31 dai Baltimore Ravens.
Whitner mise a segno il primo intercetto della stagione 2013 nella vittoria della settimana 4 sui St. Louis Rams e il secondo nella settimana 12 contro i Washington Redskins. Nel primo turno di playoff, i Niners eliminarono i Packers e nel secondo i Panthers, in una gara in cui Donte mise a segno un intercetto su Cam Newton. Furono eliminati la settimana successiva dai Seattle Seahawks futuri vincitori del Super Bowl XLVIII. A fine anno, Donte fu convocato per il suo secondo Pro Bowl, decidendo però di non prendervi parte.

### Cleveland Browns

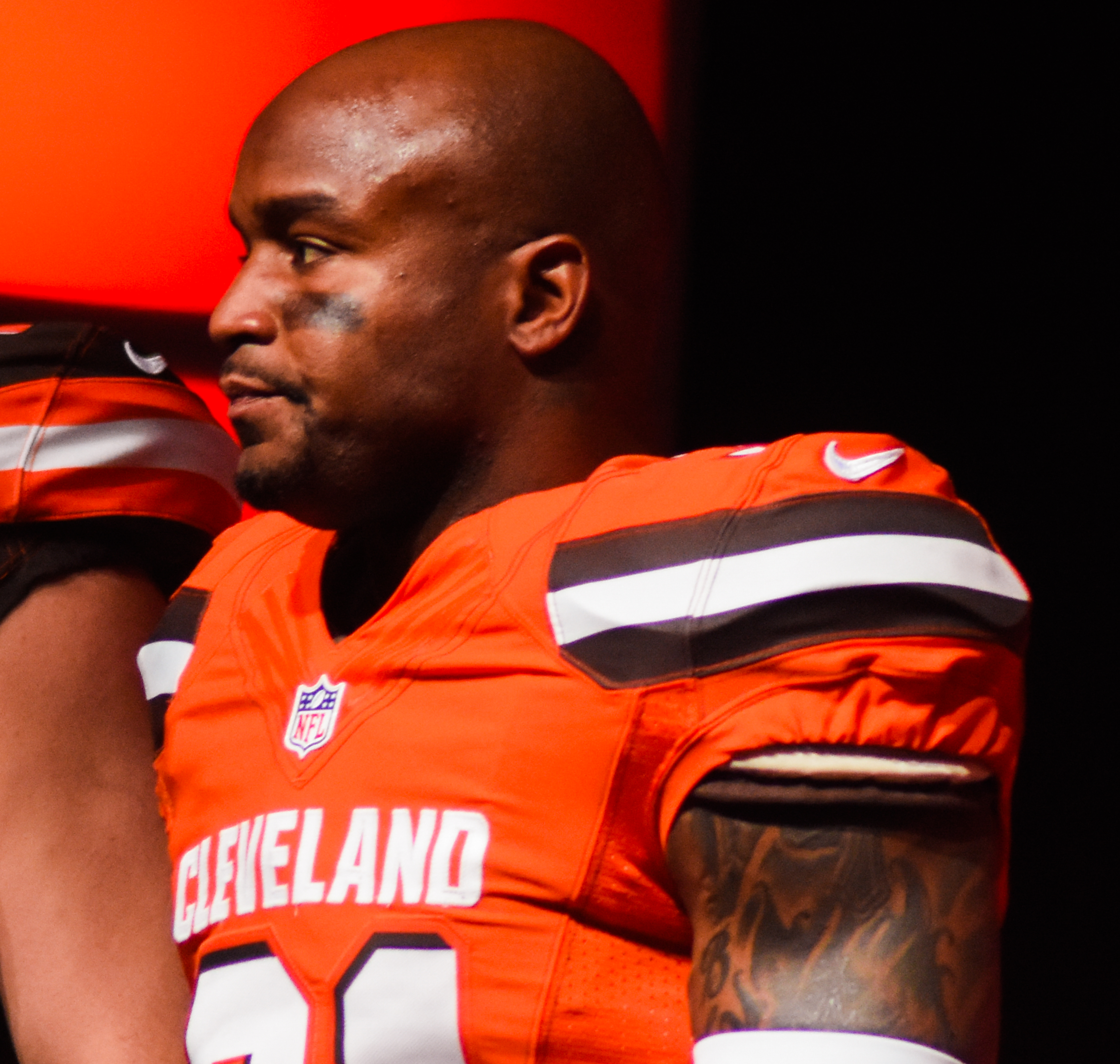
Whitner nel 2015.

L'11 marzo 2014, Whitner firmò un contratto quadriennale del valore di 28 milioni di dollari coi Cleveland Browns. Il primo intercetto con la nuova maglia lo mise a segno nella vittoria della settimana 9 sui Buccaneers ai danni di Mike Glennon. A fine anno fu convocato per il suo terzo Pro Bowl al posto di Earl Thomas, impegnato coi Seahawks nel Super Bowl XLIX.

## Palmarès

### Franchigia
- National Football Conference Championship: 1

San Francisco 49ers: 2012

### Individuale
- Convocazioni al Pro Bowl: 3

2012, 2013, 2014
- Rookie del mese: 1

settembre 2006
- PFWA All-Rookie Team - 2006

## Statistiche
| Tackle totali  | 669 |
| Sack           | 1,5 |
| Intercetti     | 10  |
| Fumble forzati | 8   |

Statistiche aggiornate alla stagione 2013